# انقلاب جنسی
انقلاب جنسی یا آزاد سازی جنسی یک جنبش اجتماعی بود که نظام سنتی رفتارهای جنسی و روابط بین فردی را در غرب در فاصلهٔ سال‌های دههٔ ۶۰ تا ۸۰ میلادی به چالش کشید. خیلی از تغییرات در هنجارهای جنسی در این دوره، امروزه جریان غالب شده‌اند.
آزادی سازی جنسی شامل افزایش مقبولیت سکس خارج از روابط دگرجنس‌گرایانه و خارج از حالت تک‌شریکی (عمدتا ازدواج) بود
و به دنبال آن مسائل دیگری شامل جلوگیری از آبستنی و قرص‌های ضد بارداری، برهنگی در ملا عام و در حضور دیگران، هنجار شدن هم‌جنس‌گرایی و شکل‌های دیگر میل جنسی و قانونی‌شدن سقط جنین، همگی در این انقلاب مطرح شد.

## عشق آزاد
عشق آزاد از سانفرانسیسکو شروع شد و بسیاری از جوانان هیپی شدند که به تقلید از فرهنگ هند بود.